# F(R)引力
{\displaystyle f(R)}引力理论是一种修改引力理论，它是爱因斯坦广义相对论的一种推广。 {\displaystyle f(R)}引力实际上是一系列理论，每个理论都由里奇标量 {\displaystyle R} 的不同函数 {\displaystyle f(R)} 定义。最简单的情况是{\displaystyle f(R)=R}，这就对应广义相对论。这一引入任意函数的自由度有可能在不添加未知形式的暗能量或暗物质的情况下解释宇宙的加速膨胀和结构形成。某些函数形式可能受到量子引力理论修正的启发。 {\displaystyle f(R)}引力最早由Hans Adolph Buchdahl于1970年提出（尽管使用的是 {\displaystyle \varphi } 而非 {\displaystyle f} 表示任意函数）。继Starobinsky对宇宙暴胀的研究之后，{\displaystyle f(R)} 引力成为了一个活跃的研究领域。采用不同的函数可以从这个理论中产生广泛的现象；然而，许多函数形式被观测所排除，或者在理论上是病态的。

## 延伸閱讀
- See Chapter 29 in the textbook on "Particles and Quantum Fields" by Kleinert, H. (2016), World Scientific (Singapore, 2016) （页面存档备份，存于） (also available online)
- Sotiriou, T. P.; Faraoni, V. . Reviews of Modern Physics. 2010, 82: 451–497. Bibcode:2010RvMP...82..451S. arXiv:0805.1726 . doi:10.1103/RevModPhys.82.451.
- Sotiriou, T. P. . Journal of Physics: Conference Series. 2009, 189 (9): 012039. Bibcode:2009JPhCS.189a2039S. arXiv:0810.5594 . doi:10.1088/1742-6596/189/1/012039.
- Capozziello, S.; De Laurentis, M. . Physics Reports. 2011, 509 (4–5): 167–321. Bibcode:2011PhR...509..167C. arXiv:1108.6266 . doi:10.1016/j.physrep.2011.09.003.

## 外部連結
- f(R) gravity on arxiv.org （页面存档备份，存于）
- Extended Theories of Gravity （页面存档备份，存于）